# Plagithmysus kohalae
Plagithmysus kohalae är en skalbaggsart som beskrevs av Perkins 1927. Plagithmysus kohalae ingår i släktet Plagithmysus och familjen långhorningar. Inga underarter finns listade i Catalogue of Life.